# Оскар Аріса
Оскар Аріса (ісп. Óscar Ariza; 25 вересня 1999) — венесуельський стрибун у воду.
Учасник Олімпійських Ігор 2020 року, де в стрибках з 10-метрової вишки посів 22-ге місце.